# The Lord of the Rings: War in the North
The Lord of the Rings: War in the North (рус. Властелин колец: Война на севере) — ролевая игра, выпущенная студией Snowblind Studios. Игра создана по мотивам вселенной романа «Властелин колец» Дж. Р. Р. Толкина и основана на событиях, происходящих на севере Средиземья. Игроки могут взять под контроль героев войны. Игра вышла 4 ноября 2011 года.

## Сюжет

### Бри
Представители трёх разных народов — гном Фарин, эльфийка Андриэль и дунадан Эрадан — приходят в городок Бри (Пригорье, в некоторых переводах — Бровар) и останавливаются в таверне «Гарцующий Пони». Встретившись со своим вождём Арагорном, герои сообщают ему страшные вести: Черные Всадники, известные как назгулы, объявились в Эриадоре. Перебив отбивавшихся следопытов, Призраки Кольца встретились с неким Агандауром. В сопровождении горцев, на вороном скакуне, Агандаур сообщил Королю-Чародею, предводителю назгулов, что собирается выполнить тёмную волю своего повелителя Саурона, и силы Тьмы уже собираются в некогда величественной крепости Форност — ныне разрушенной столице погибшего Северного Королевства Арнор. Фарин, Андриэль и Эрадан передают диалог слуг Саурона Арагорну, и он решает отправить троицу в Форност на поиски Агандаура. Сам же Странник дожидается одного очень важного полурослика.

### Форност
Тройка героев прибывает в Форност — город, некогда разрушенный Королём-Чародеем. В ходе разведки выясняется, что руины оккупированы гоблинами Мглистых гор, хоть и слабыми, зато многочисленными. Твёрдо решив найти Агандаура, воитель, ведунья и следопыт с боем продираются через осквернённый Форност. На одной из площадей они находят закованного в цепи Великого орла Белерама. Гоблинам удалось захватить его, когда орёл совершал разведку по приказу Гваихира, своего владыки. Вырезав всех слуг Тьмы, друзья спасают орла, за что тот им весьма благодарен и обязуется сопровождать их в дальнейших странствиях. Разрушив вражеские осадные машины и сразившись с каменным троллем, герои находят ещё двоих союзников — эльфов-близнецов Элладана и Элрохира, сыновей Элронда-полуэльфа. Белерам уже сообщал, что видел кого-то похожего на Агандаура, направлявшегося к цитадели крепости. Новоиспечённый отряд решает штурмовать цитадель и убить предводителя Тьмы. Большим сюрпризом становится для друзей то, что некоторые орки научились колдовать. Перебив многочисленную стражу, союзники проникают в цитадель и находят Агандаура, дающего распоряжения Тарзоку - вождю орков горы Грэм, который рассказывает ему о проникших в крепость лазутчиках. Слуга Саурона приказывает Тарзоку собрать стражу и разобраться с незваными гостями, после чего удаляется. Спустя всего несколько секунд Тарзок замечает крадущихся героев и отрезает Андриэль, Фарина и Эрадана от эльфов-близнецов, заперев внутренние ворота. С трудом одолев урук-хая и его приспешников, друзья спешат в башню, где уже вовсю кипит схватка между Агандауром, Элладаном и Элрохиром. Тем не менее, прислужник Саурона умудряется сбежать на крылатой твари, вызвав магическую бурю, которая делает невозможным его дальнейшее преследование. Придя к выводу, что Агандаур ещё и могущественный колдун, союзники решают разделиться. Элладан и Элрохир направляются к своему отцу в Ривенделл, а Фарин, Эрадан и Андриэль направляются к водопаду Сарн Форд.

### Сарн Форд
Герои прибывают на заставу следопытов во главе с Халбарадом. После нападения тёмных всадников следопытов осталось очень мало. Хальбарад советует героям идти в Ривенделл, но перед этим просит их начать поиски двух следопытов: Киларана и Луина, пропавших в районе Могильников. В то же время лекарь заставы, Силанна, тщетно пытающаяся вернуть к жизни следопыта, сраженного магией назгулов, просит принести траву ацелас, которая может помочь. Эрадан, Андиэль и Фарин обещают справиться со всеми поставленными задачами и отправляются в путь.

### Могильники
Близ курганов Эрадан находит следы стоянки. Герои продолжают поиск, но вдруг мёртвые оживают, и начинается схватка. По пути они находят ацелас. На героев нападает умертвие — маг. С трудом его побеждают. Троица находит сломанный меч Киларана и с боем прорывается в курганы. Они проходят вглубь и находят запертые ворота. Путём зачистки кургана, герои находят ключ от ворот. За воротами они побеждают ещё одно умертвие и находят Луина. Тот говорит что Киларана уволокли мёртвые. Троица и Луин прорываются и находят Киларана, который находится под властью Короля Умертвий. Героям приходится сразиться с Килараном. Они побеждают. Луин погребает тело Киларана у заставы Сарн Форд. Ацелас относят Силанне и она спасает раненого. Троица отправляется в Ривенделл.

### Ривенделл
Придя в Ривенделл, троица заметила, что их вождь, Арагорн, беседует с Элрондом-полуэльфом. Они вступают в разговор, и тут оказывается, что в Ривенделле присутствует сам Гэндальф Серый.

### Эттинский мшанник
По совету Гэндальфа герои прибыли на Эттинский мшаник, где, по его словам, стало собираться множество орков и троллей. Прибыв на место, они подверглись нападению большого числа орков, а также тролля. Спустившийся с неба орёл Белерам был удивлён, увидев столь необычную компанию в таком месте, и рассказал, зачем он здесь находится: его послал король орлов Гваихир, племени которого угрожает каменный великан. Пройдя все болота, в конце уровня герои вступают в битву с великаном.

### Гора Гундабад
Герои отправляются к горе Гундабад. Сюда собираются орки и тролли со всего Севера. В крепости переполох и вызвало его не появление героев. Пробравшись внутрь горы, они обнаруживают трупы гномов; последний умирающий гном успевает рассказать о некоем тайном оружии, а также говорит, что в горе есть живые гномы. Герои, атакованные гоблинами, вскоре их обнаруживают. В это время гномы Бруни и Нодри включают тайное оружие горы, и вся она рушится. Герои улетают на Белераме.

### Нординбад
После того, как, три наших героя помогли гномам Бруни и Норди в пещерах Гундабада, они на орлах отправились в горную крепость Нординбад — последнее королевство «Длиннобородов» на склонах Мглистых гор. Оно долгое время скрывалось на вершине Туманных гор и было центром разделяющим Мглистые горы с Серыми.

### Лихолесье
В поисках Радагаста герои проходят лес, и в конце уровня сражаются с гигантской паучихой Синатрой.

### Логово Ургоста
Узнав от Радагаста, что Агандаур пытается заключить сделку с драконом, герои отправляются в логово Ургоста. Преодолев охрану, оставленную Агандауром, они добираются до входа, где на них нападает командир из Карн-Дума. Убив его, герои встречаются с самим Ургостом. Дракон раскрывает тайну Агандаура: в обмен на все здешние сокровища, он, дракон, должен помочь Агандауру завоевать весь север. Но гном, эльф и человек заключают с ним иную сделку: дракон ничего не будет делать и откажет Агандауру, а они отдадут ему крепость Карн-Дум, чего так хочет дракон. Но боится пойти против Саурона. Ургост так же говорит троице, что Агандаур уже возглавил осаду Нординбада и их гномы-друзья в опасности.

### Осада Нординбада
Нашим героям предстоит очень важное задание — защищать Нординбад, город гномов. Во время битвы был ранен Беларам. После битвы, наши герои идут по следу Агандаура в Карн Дум.

### Карн Дум и Эпилог
Финальная локация в игре — крепость известного слуги Саурона — Агандаура. Троице придется обойти всю твердыню в поисках Агандаура. После сражения с ним, нам сообщают (а именно Андриэль после намека дракона Ургоста), что война в Средиземье закончена.

## Локации
В процессе создания локаций разработчики больше ориентируются на книгу Толкина, чем на её авторскую интерпретацию в фильме Питера Джексона, поэтому в игре появляются локации, что не были представлены в кинематографической трилогии. Среди них Эттенские болота, Форност, Лихолесье, брод Сарн Форд, Курганы, гора Гундабад, крепость Нординбад, Серые горы, Карн-Дум. Однако, некоторые из посещаемых мест знакомы и по фильмам: игроки смогут исследовать просторы Бри и Ривенделла, смогут взаимодействовать с героями фильмов и книг, среди них Фродо, Гэндальф, Арагорн и Элронд. Также в игре есть сыновья Элронда, Элладан и Элрохир и Радагаст Бурый.

## Герои

### Эрадан
Эрадан — следопыт Севера, один из дунаданов Арнора, страж переправы у Сарн Форда. Послан Халбарадом в Бри с целью передать Арагорну весть об Агандауре. Владеет различными видами оружия, среди них двуручный меч, меч и щит, парные клинки и парные топоры, парные молоты, лук. Эрадан также может научиться способностям маскировки и обходить врагов незамеченным. Персонаж, который является как хорошим бойцом, так и лазутчиком. Он может атаковать цели с больших дистанций, благодаря луку, а также обходить врагов оставаясь незамеченным.

### Андриэль
Андриэль — эльфийка, предположительно, из нолдор, хранительница знаний Ривенделла. По пути в Линдон встретила Эрадана и Фарина, и согласилась сопровождать их до Бри. В качестве основного оружия Андриэль использует посох, но она также способна использовать одноручные клинки. Андриэль специализируется на защитной, целебной и боевой магии, а также обладает способностями к алхимии. Может собирать различные виды растений и использовать их в качестве ингредиентов для рецептов, к примеру, лечебных снадобий. Обладает разными, очень полезными способностями, которые очень сильно помогают соратникам в бою против боссов или огромных полчищ врага, которые встречаются очень часто.

### Фарин
Фарин — гном из Эребора, основной боевой персонаж из тройки. Он обладает множеством способностей, наносящих большой урон сразу нескольким врагам. Кроме ближнего боя, Фарин также может использовать арбалет для поражения целей на дистанции. Особое его умение — шахтёрское ремесло, которое дает возможность обнаруживать тайные, скрытые от взора других персонажей, пещеры или же комнаты, в которых можно найти много полезного. Во время прохождения игры Глоин называет его своим родичем.

### Белерам
Орёл, один из вестников Гваихира, Князя Ветра. Был пойман орками в Форносте и закован в цепи. Троица героев освободила Белерама. В ответ на это, орёл решил сопровождать братство и дальше на их нелегком пути. Смертельно ранен в предфинальной миссии, но в финале спасает героев от назгула. Если его вызвать в финале игры, то он погибнет от рук Агандаура. А если не вызывать он останется жив и в финальном ролике, он предложит поехать куда герои хотят.

## Отзывы
| Сводный рейтинг       | Сводный рейтинг | Сводный рейтинг | Сводный рейтинг |
| Издание               | Оценка          | Оценка          | Оценка          |
| Издание               | PC              | PS3             | Xbox 360        |
| --------------------- | --------------- | --------------- | --------------- |
| GameRankings          | N/A             | 63,82 %         | 65,20 %         |
| Русскоязычные издания |                 |                 |                 |
| Издание               | Оценка          | Оценка          | Оценка          |
| Издание               | PC              | PS3             | Xbox 360        |
| Absolute Games        | 69/100          | N/A             | N/A             |
| PlayGround.ru         | 7,2/10          | N/A             | N/A             |